# Yehoshua Feigenbaum
Yehoshua Feigenbaum (hebreo: שייע פייגנבוים) (nació el 5 de diciembre de 1947) es un exfutbolista israelí que ahora hace las veces de entrenador. Estuvo entrenando al Hapoel Tel Aviv. Como delantero ostenta varios records en la selección nacional como ser el único jugador junto con Shlomi Arbeitman en hacer un hattrick exacto en un partido (y lo hizo dos veces), recordemos que Mordechai Spiegler llegó a hacer 4, record nacional. También le corresponde a él la mejor racha marcando consecutivamente, desde el 5 de mayo de 1974 hasta el 9 de octubre de 1974.
- Datos: Q2704945
- Multimedia: Yehoshua Feigenbaum / Q2704945